# Schleiden
Schleiden est une ville allemande située en Rhénanie-du-Nord-Westphalie, dans l'arrondissement d'Euskirchen. Elle est jumelée avec Pont-l'Abbé (Bretagne).

## Histoire
Sous l'Ancien Régime, la ville de Schleiden était le centre d'un comté, le comté de Schleiden, qui était rattaché au duché de Luxembourg, lui-même intégré aux Pays-Bas bourguignons à partir de 1441/43. Les Pays-Bas allaient, par le mariage de Marie de Bourgogne (fille de Charles le Téméraire) avec Maximilien de Habsbourg entrer dans l'orbite des Habsbourg et, après Charles Quint, vers le milieu du XVIe siècle, passer aux Habsbourg d'Espagne. En 1713/14 (Traité d'Utrecht et Traité de Rastadt), après la Guerre de Succession d'Espagne, les Pays-Bas espagnols passèrent à l'Autriche, avec, bien sûr, le duché de Luxembourg et Schleiden. Au sein du Luxembourg d'Ancien Régime, la terre de Schleiden formait - sur le plan de la fiscalité - une terre franche.
La petite ville de Schleiden peut s'enorgueillir d'avoir donné naissance à deux grands humanistes, protestants du reste: Jean Sleidanus (1506 - 1556, à Strasbourg) et Jean Sturm (1507 - 1589, également à Strasbourg).
Lorsque la France révolutionnaire conquit les Pays-Bas autrichiens ainsi que les principautés indépendantes plus ou moins enclavées en leur sein, comme la Principauté épiscopale de Liège, le Duché de Bouillon et la Principauté abbatiale de Stavelot-Malmédy, ces territoires furent intégrés à la France sous la forme des neuf Départements réunis. Ces divisions administratives, créées ex nihilo, ne tenaient plus compte des frontières des anciennes principautés. Le duché de Luxembourg, par exemple, fut morcelé entre le Département des Forêts, le Département de Sambre-et-Meuse et celui de l'Ourthe.
Schleiden, en particulier, fut intégré au département de l'Ourthe, dont Liège était le chef-lieu. Cependant, cette organisation fut de courte durée. Lors du Congrès de Vienne en 1815, il fut décidé que tous les territoires anciennement luxembourgeois situés à l'est des rivières Our, Sûre et Moselle seraient cédés à la Prusse. Dès lors, Schleiden suivit le destin de la Prusse, avant d'être intégré à l'Allemagne lors de l'unification en 1871.

## Personnalités liées à la ville
- Jean Sleidan[-us] (1506-1556), diplomate et chroniqueur de la Réforme protestante
- Jean Sturm[-ius] (1507-1589), pédagogue protestant établi à Strasbourg
- Hugo Zöller (1852-1933), explorateur né à Oberhausen.
- Markus Herbrand (1971-), homme politique né à Schleiden.

## Littérature
- Gebhardt - Handbuch der deutschen Geschichte, vol. 13: Friedrich Uhlhorn & Walter Schlesinger, Die deutschen Territorien ; Munich (dtv), 1974 (réédité en 1977).  (ISBN 3-423-04213-3)
- Marcel Watelet, Luxembourg en cartes et plans - Cartographie historique de l'espace luxembourgeois XVe - XIXe siècle ; B - Tielt (Lannoo), 1989; 160 pages ill.; pour Schleiden, cf. p. 40-41!  (ISBN 90 209 1697 1).
- Joseph Ruwet (+) & Claude Bruneel (éditeurs), Le duché de Luxembourg à la fin de l'Ancien Régime - Atlas de géographie historique ; fascicule I, Introduction, par Françoise Mirguet ; B - Louvain-la-Neuve (UCL), 1982; 149 pages (cartes). Cf., dans la deuxième partie (p. 119 et ss.): Les divisions administratives et judiciaires et leurs limites.
- A. Stengers-Limet, Une fiscalité particulière dans les anciens Pays-Bas: Les terres franches ; coll. Anciens Pays et Assemblées d'États, vol. LXXXIV; B - Kortrijk / Courtrai - Heule (UGA, éditeur), 1985; 516 pages.
- Crédit Communal de Belgique (éditeur), Liège - La province hier et aujourd'hui ; Bruxelles, 1976; 95 pages. - Entre les pages 32 et 33 se trouvent, hors texte, plusieurs cartes dont une reproduction de la Nouvelle carte du département de l'Ourthe. Ce département était divisé en 3 arrondissements (Liège, Huy et Malmédy); Schleiden se situait tout à l'est de l'arrondissement de Malmédy.